# Bồng chanh lam sáng
Bồng chanh lam sáng (danh pháp hai phần: Alcedo quadribrachys) là loài chim thuộc chi bồng chanh, Họ Bồng chanh. Loài này được tìm thấy ở vùng xích đạo châu Phi.

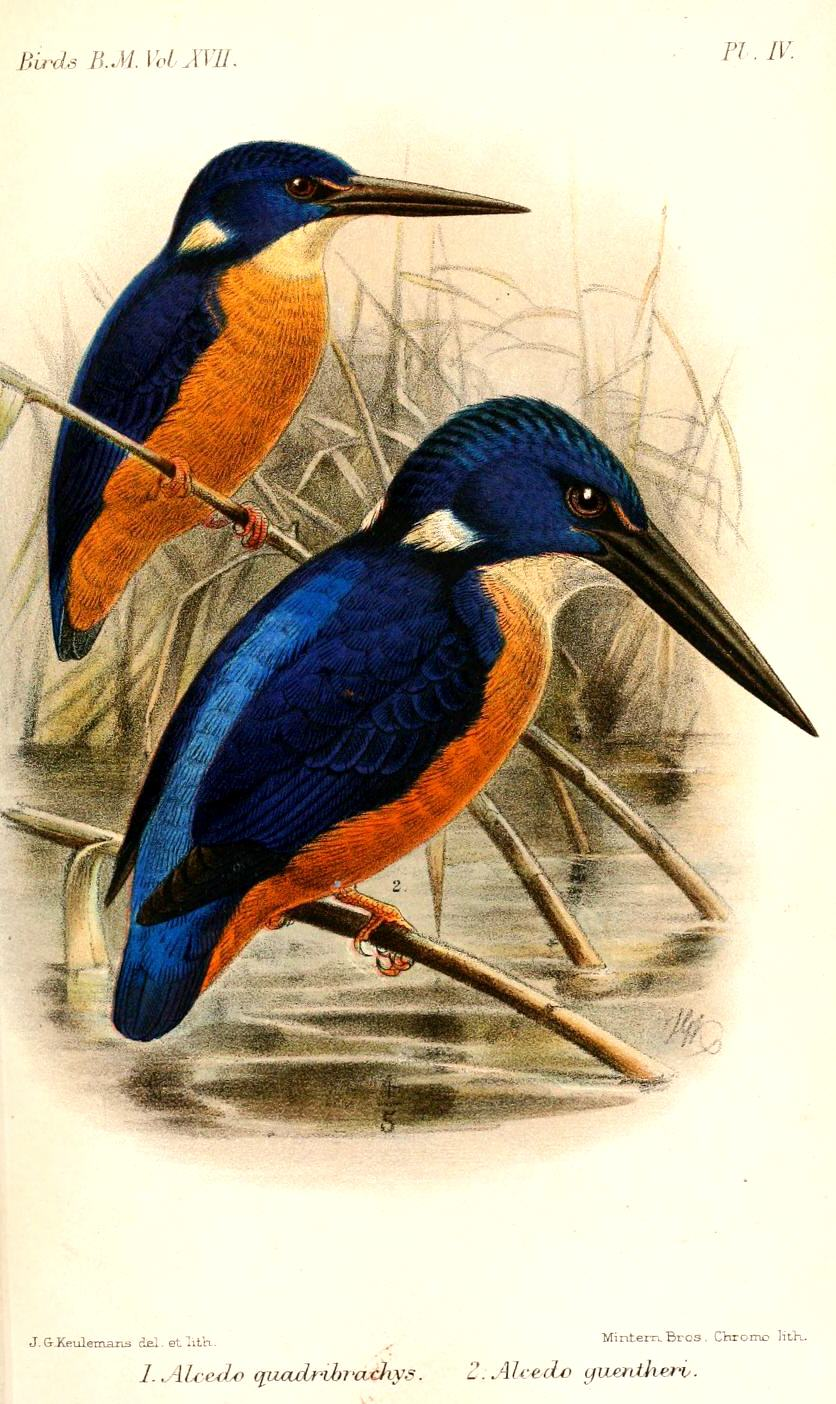
Phụ loài A. q. quadribrachys (top) và A. q. guentheri (dưới); minh họa bởi Keulemans, 1892

Loài này có 2 phân loài:
- A. q. quadribrachys
- A. q. guentheri